# Transatlantic Merry-Go-Round
Transatlantic Merry-Go-Round è un film del 1934, diretto da Benjamin Stoloff. 

## Colonna sonora
Fra i vari intermezzi musicali e coreutici del film spicca un numero, realizzato nel tipico stile di Busby Berkeley, in cui le ballerine si dispongono in patterns geometrici, e vengono riprese dall'alto. La canzone "Rock and Roll", di Richard A. Whiting e Sidney Clare, interpretata dalle Boswell Sisters, è spesso citata come primo esempio di uso dell'espressione in ambito musicale, per quanto in questo caso ci si riferisca solo al movimento delle onde del mare.   

## Produzione
L'attore comico londinese Sydney Howard fu appositamente fatto venire dall'Inghilterra per impersonare il ruolo principale. Il titolo originale del film avrebbe dovuto essere London Showboat o Showboat of 1934.